# Bombylius io
Bombylius io är en tvåvingeart som beskrevs av Samuel Wendell Williston  1901. Bombylius io ingår i släktet Bombylius och familjen svävflugor. Inga underarter finns listade i Catalogue of Life.